# Рюдерсдорф
Рюдерсдорф (нім. Rüdersdorf) — громада в Німеччині, розташована в землі Бранденбург. Входить до складу району Меркіш-Одерланд.
Площа — 70,11 км2. Населення становить 16 025 ос. (станом на 31 грудня 2020).

## Демографія
- Динаміка населення з 1875 року в сучасних кордонах (Синя лінія: населення; Пунктир: відносна порівняльна динаміка населення землі Бранденбург; Сірий фон: період Третього рейху; Помаранчевий фон: період НДР)
- Динаміка населення (синя лінія) і прогнози

| Рік  | Населення |
| ---- | --------- |
| 1875 | 9 044     |
| 1890 | 10 742    |
| 1910 | 16 190    |
| 1925 | 17 041    |
| 1939 | 18 328    |
| 1950 | 17 624    |
| 1964 | 18 028    |

| Рік  | Населення |
| ---- | --------- |
| 1971 | 18 385    |
| 1981 | 17 931    |
| 1985 | 18 219    |
| 1990 | 17 533    |
| 1995 | 16 338    |
| 2000 | 16 256    |
| 2005 | 15 880    |

| Рік  | Населення |
| ---- | --------- |
| 2010 | 15 316    |
| 2015 | 15 313    |
| 2016 | 15 382    |
| 2017 | 15 569    |
| 2018 | 15 696    |
| 2019 | 15 812    |
| 2020 | 16 025    |

Джерела даних вказані на Wikimedia Commons.

## Галерея

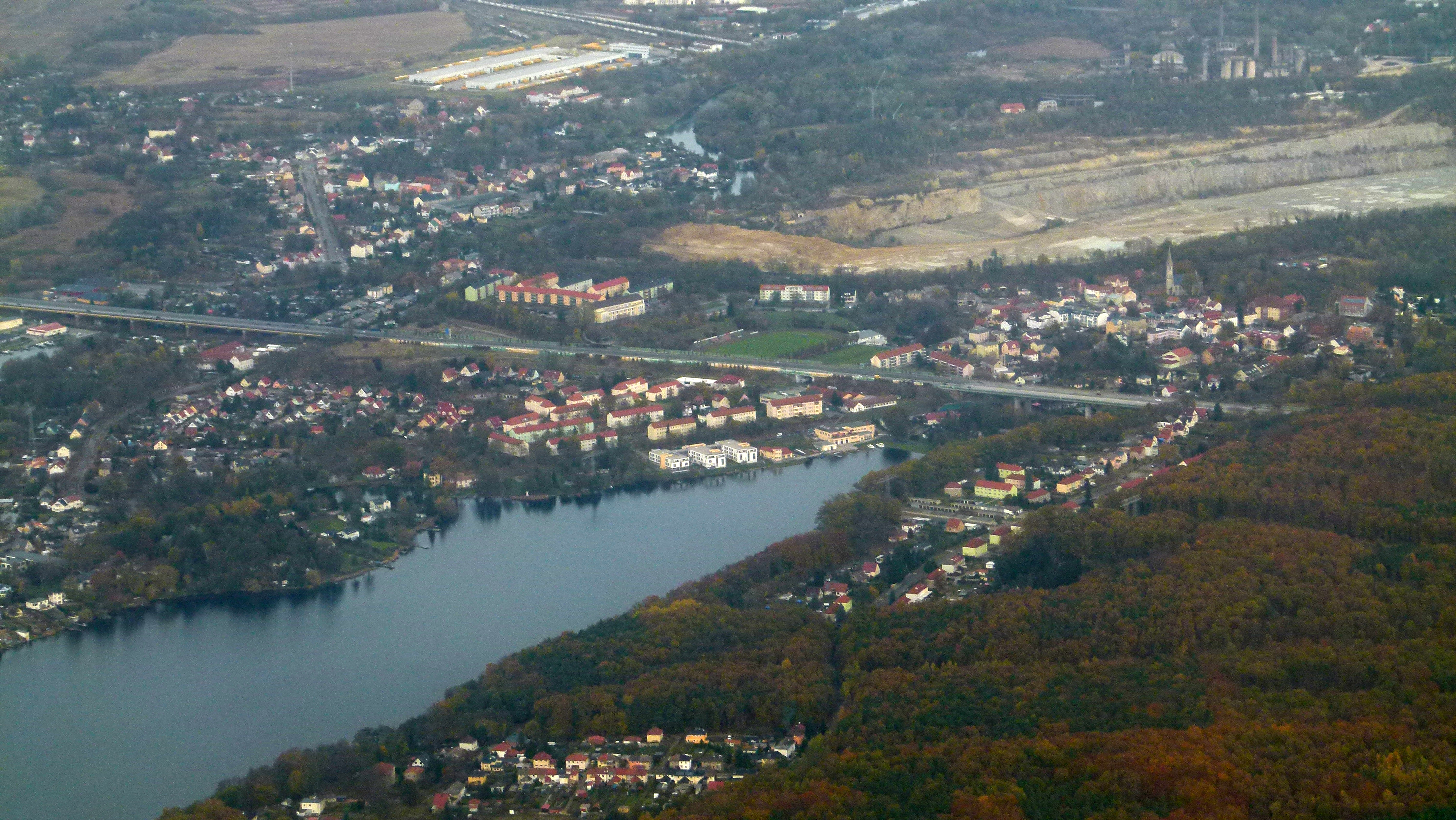
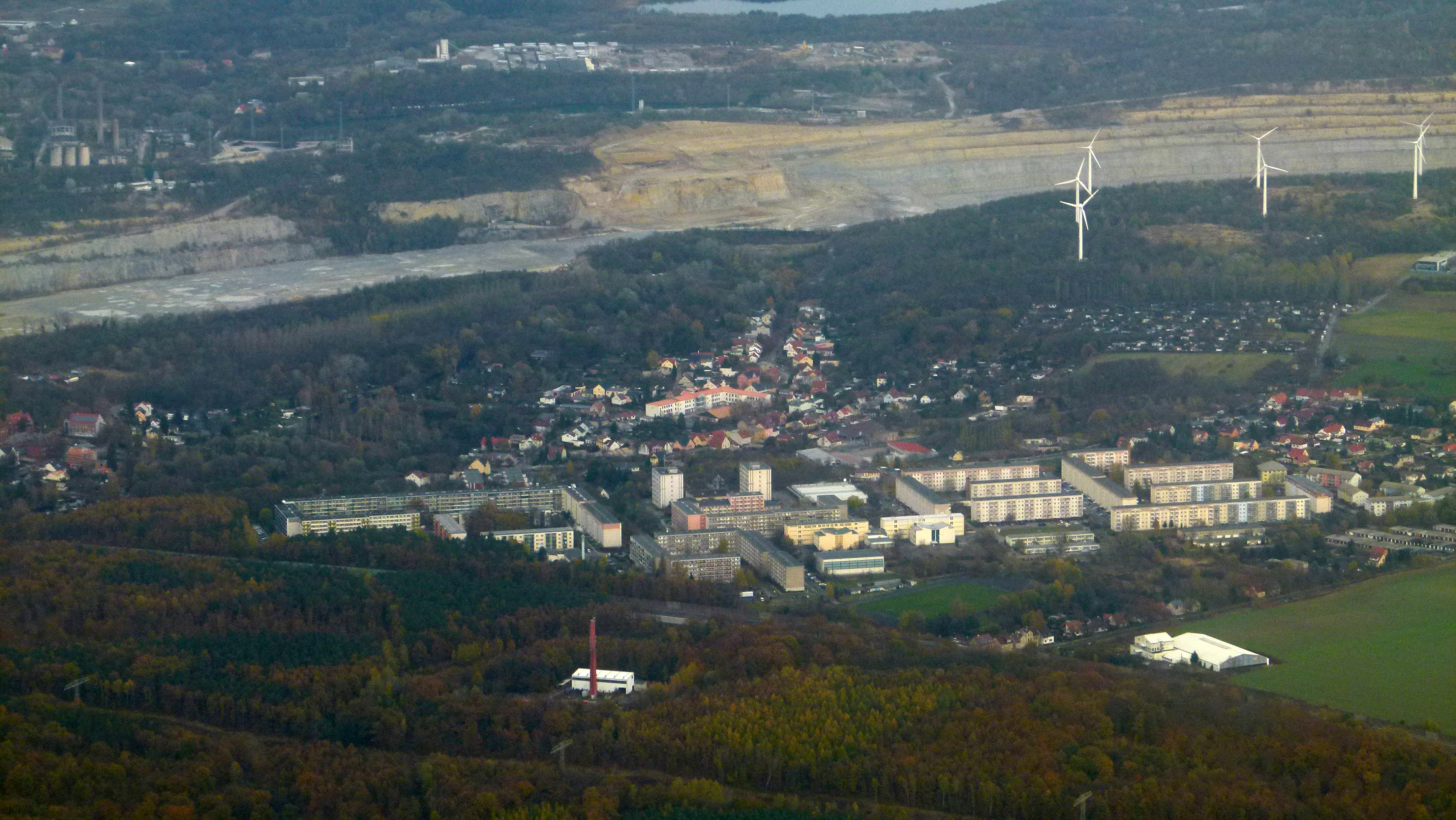
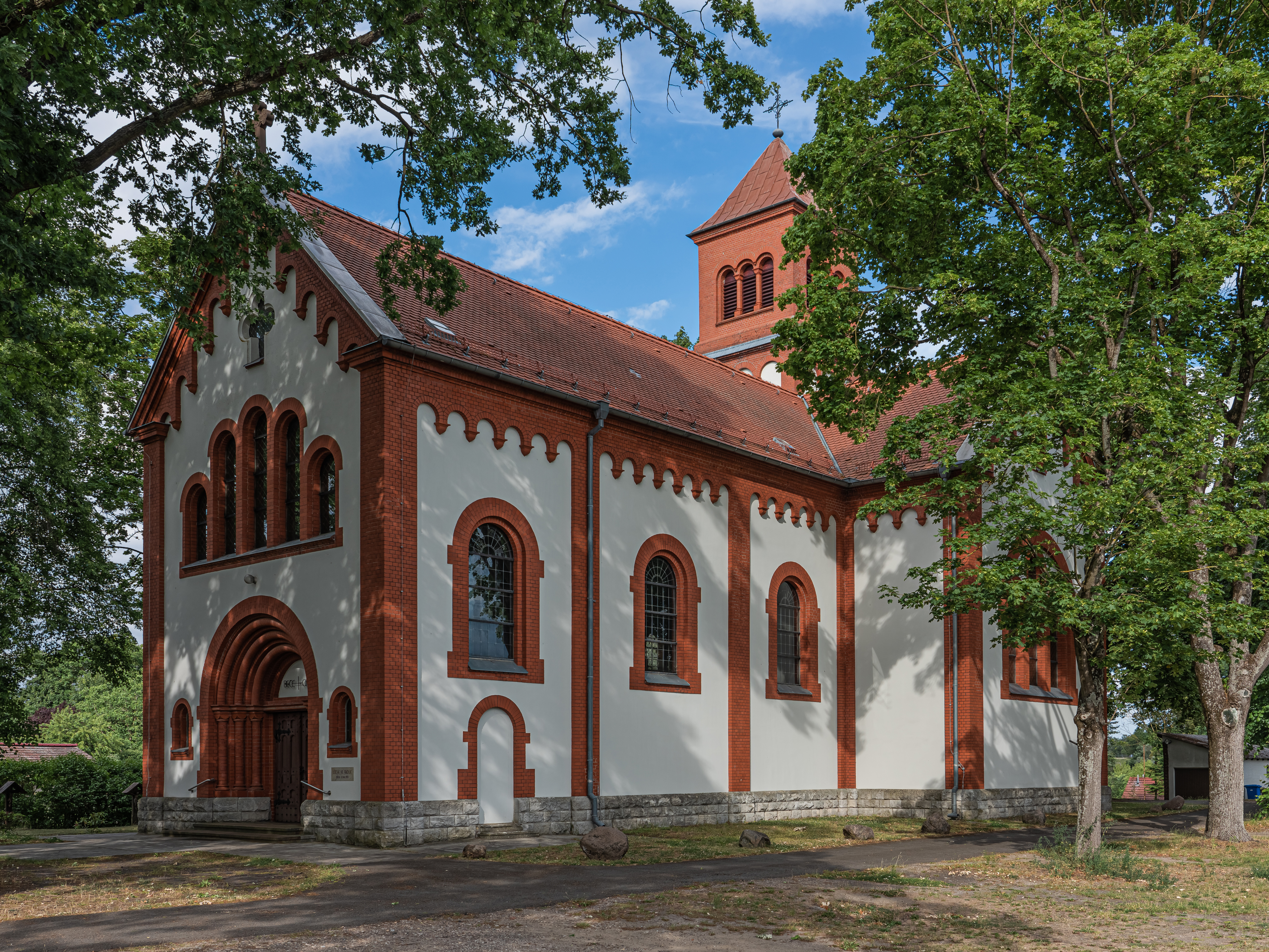
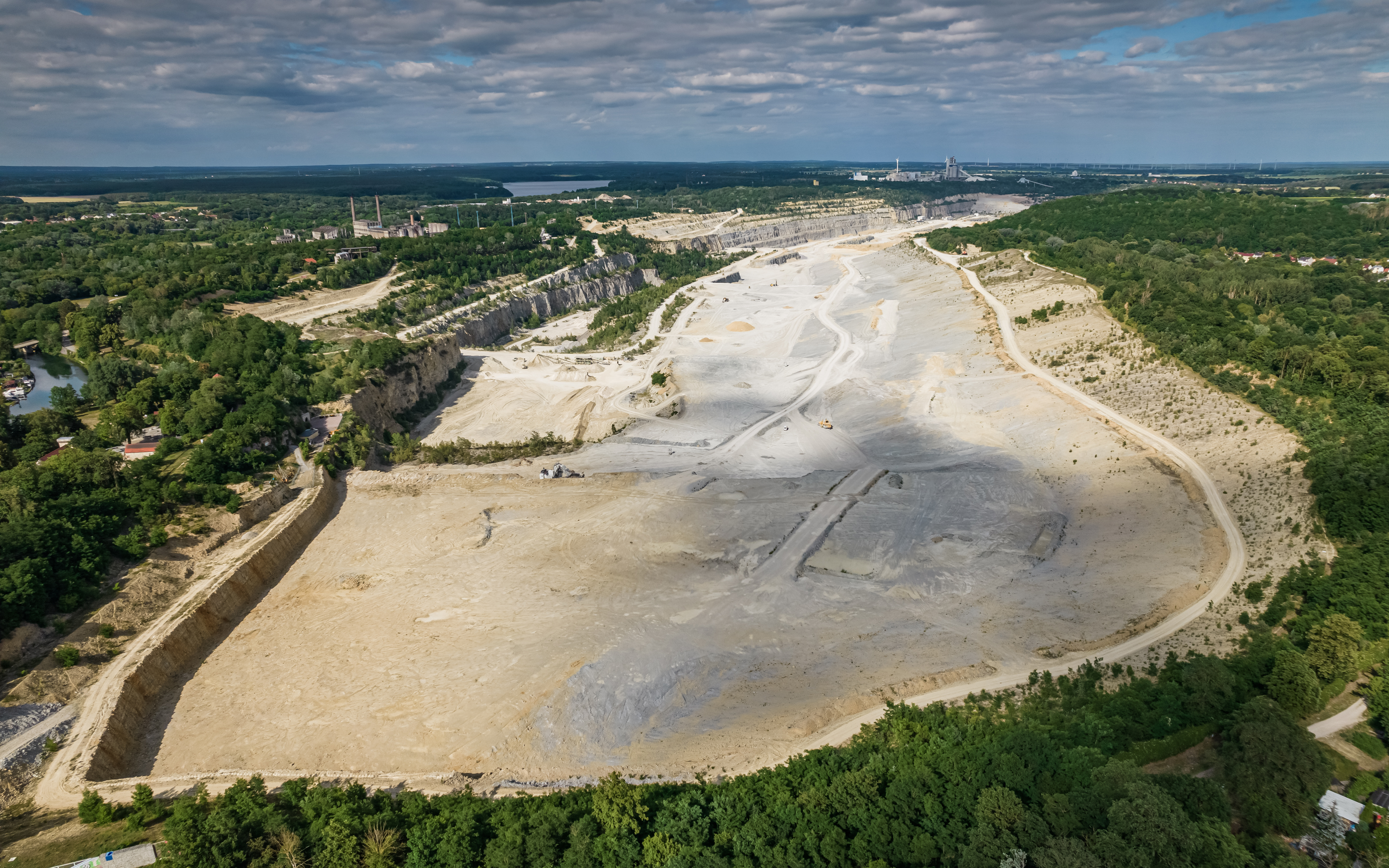
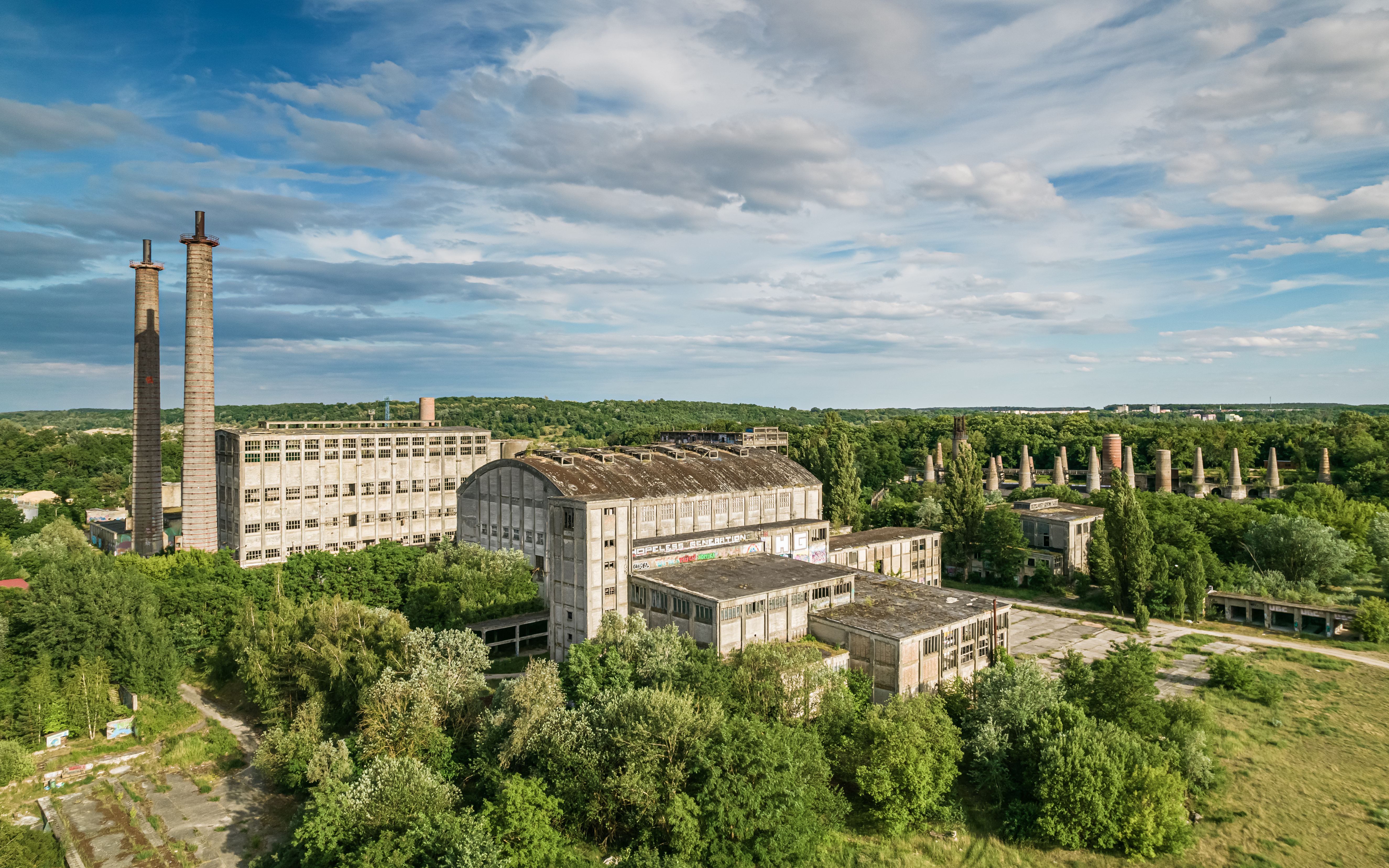
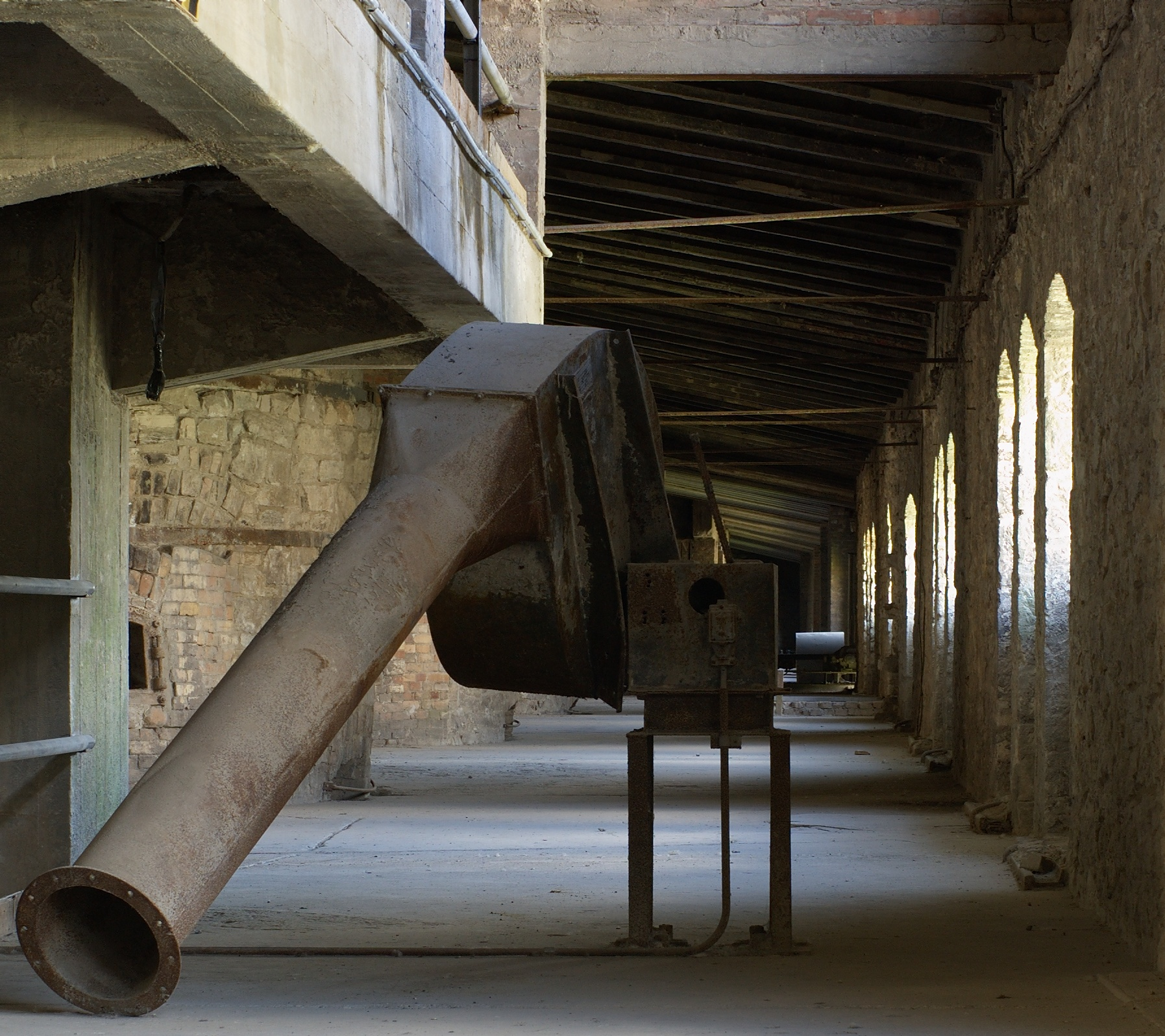